# Somatolophia obliterata
Somatolophia obliterata là một loài bướm đêm trong họ Geometridae.